# (3476) Dongguan
(3476) Dongguan (1978 UF2) – planetoida z grupy pasa głównego asteroid okrążająca Słońce w ciągu 5,62 lat w średniej odległości 3,16 j.a. Została odkryta w Obserwatorium Astronomicznym Zijinshan 28 października 1978 roku.